# Permeação
Permeação, em física, engenharia e medicina e farmacologia, é a penetração de um permeato (tal como um líquido, gás, ou vapor) através de um sólido, e é relacionado à permeabilidade intrínsica do material. Permeabilidade é testada por medida da permeação, por exemplo por um minipermeâmetro.